# 370 a. C.
El año 370 a. C. fue un año del calendario romano prejuliano. En el Imperio romano se conocía como el Año del Tribunado de Capitolino, Medulino, Pretextato, Cornelio, Voluso y Poplícola (o menos frecuentemente, año 384 Ab urbe condita).

## Acontecimientos
- Cleómenes II sucede a su hermano Agesípolis II como rey de Esparta
- El pensador griego Eudoxio expone la teoría de las esferas concéntricas, la primera que explica el movimiento de los planetas.[1]
- Fundación de Megalópolis, capital de Arcadia (Grecia)
- Platón finaliza La República

## Nacimientos
- Crátero, general macedonio (m. 321 a. C.)
- Espitamenes, guerrero sogdiano (m. 328 a. C.)
- Lisipo, escultor clásico griego (m. 318 a. C.)
- Mencio, filósofo chino (m. 289 a. C.)
- Marco Valerio Corvo, político romano (m. 270 a. C.)

## Fallecimientos
- Demócrito, filósofo griego
- Hipócrates, médico griego